# فينود راج
فينود راج هو ممثل هندي، ولد في 5 يوليو 1967 في الهند.